# Ordre de l'Arche d'or
Ne doit pas être confondu avec L'Arche d'or.

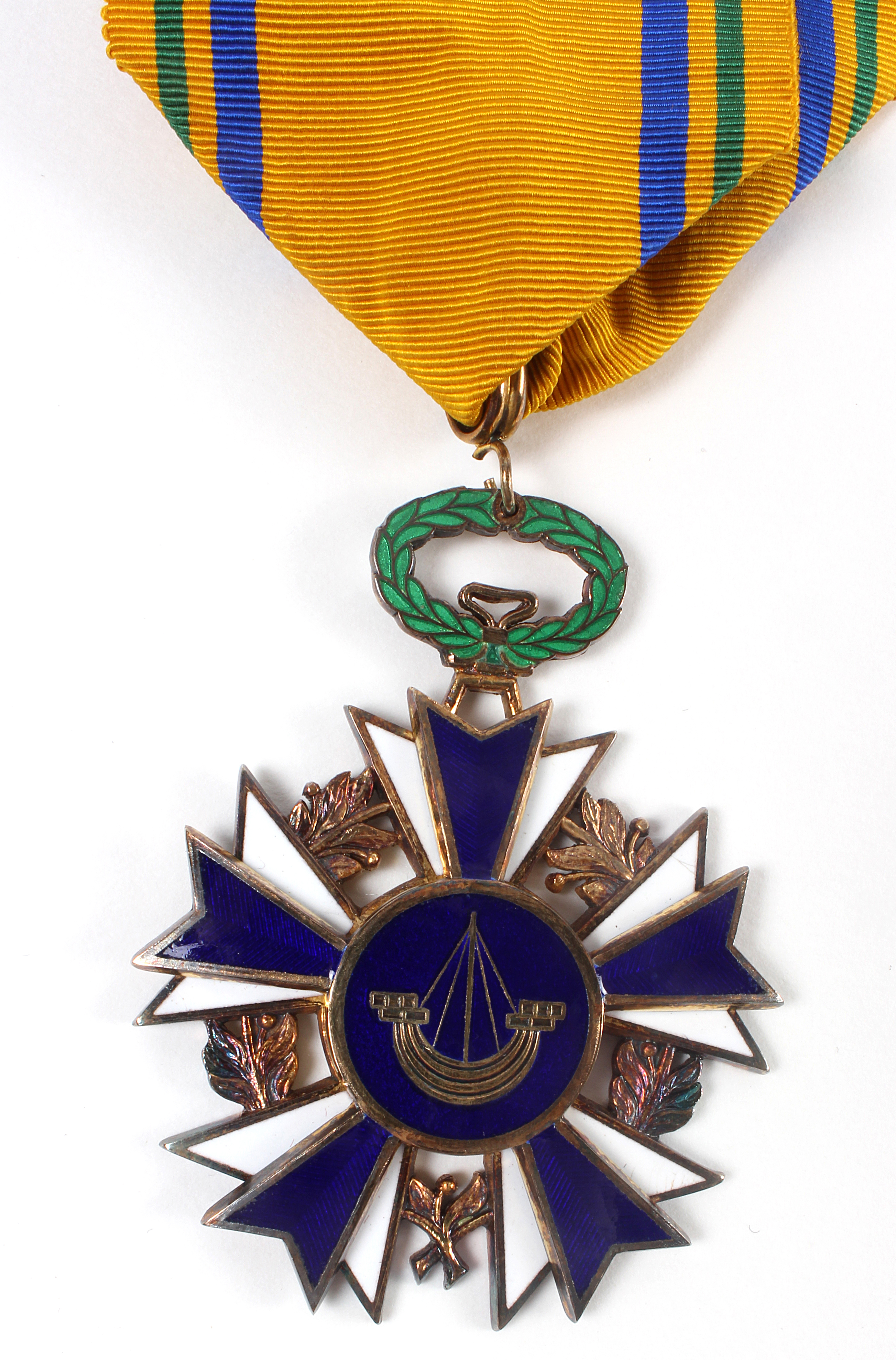
Ordre de l'Arche d'or

L’ordre de l’Arche d'or (néerlandais : Orde van de Gouden Ark) est un ordre du mérite établi par le prince consort Bernhard zur Lippe Biesterfeld, époux de la reine Juliana, en 1971. Il est décerné à des personnes ayant contribué fortement dans le domaine de la conservation de la nature.
Bien que n'étant pas décerné par le gouvernement des Pays-Bas, il est reconnu par celui-ci.

## Récipiendaires notables
- Yoshimaro Yamashina, ornithologue japonais
- Tony Fitzjohn (en)[1]
- Jane Goodall[2]
- Roger Tory Peterson[3]
- Duc d'Édimbourg.
- Marc van Roosmalen[4]
- Lyall Watson[5]
- Gyanendra Bir Bikram Shah Dev[6]
- Suman Sahai[7].
- Charles XVI de Suède
- Ranjit Bhargava (en)[8].
- Yaa Ntiamoa-Baidu (1996)[9]
- Brigitte Bardot